# フレディ・ゴンザレス
フレディ・ヘスス・ゴンザレス（Fredi Jesus González , 1964年1月28日 - ）は、キューバのオリエンテ州（現：オルギン州）オルギン出身の元プロ野球選手（捕手）、野球指導者。右投右打。

## 経歴

### 現役時代まで
1966年に一家でアメリカ合衆国のフロリダ州マイアミへ移住した。10年後の1978年にアメリカ合衆国の市民権を取得した。
マイアミ市内の高校に通い、1982年のMLBドラフト16巡目（全体414位）でニューヨーク・ヤンキースから指名され、プロ入り。 
ヤンキースのマイナーリーグで捕手として6年間プレーしたが、AA級に昇格したのが最高で、通算打率は.199だった。1987年限りで現役を引退した。

### 現役引退後
テネシー大学でコーチを2年間務めた後、1990年にフロリダ・ステートリーグのA+級マイアミ・ミラクルの監督に就任した。
1992年から1998年まではMLBのフロリダ・マーリンズ傘下のマイナー球団で監督を務めた。1993年にはカリフォルニアリーグのA+級ハイデザート・マーベリックス、1994年にはフロリダ・ステートリーグのA+級ブレバード・カウンティ・マナティーズ、1997年にはイースタンリーグのAA級ポートランド・シードッグスにおいて、ベースボール・アメリカ選定の最優秀監督に輝いた。
1999年から2001年まではフロリダ・マーリンズで三塁コーチを務めた。2002年にはアトランタ・ブレーブスのAAA級リッチモンド・ブレーブスの監督に就任し、インターナショナルリーグの最年少監督となる。2003年から2006年まではブレーブスで三塁コーチを務めた。

### MLB監督時代

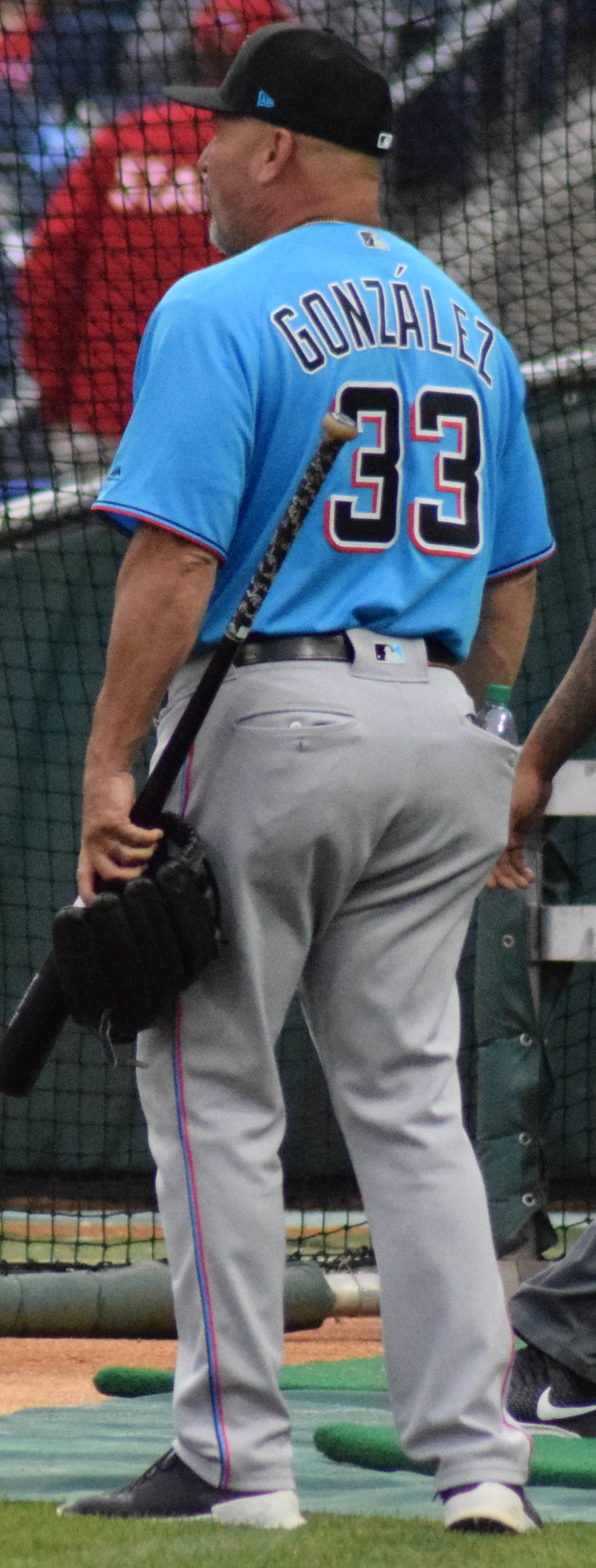
マイアミ・マーリンズでのコーチ時代
(2019年4月25日)

2006年10月3日、オーナーのジェフリー・ローリアとの確執が原因で解任されたジョー・ジラルディ前監督に代わるマーリンズの新監督に就任した。

マーリンズでは2009年に地区2位となったのが最高で、プレーオフ進出は果たせなかった。2010年6月23日、コーチ2名と共に解任された。同年10月13日、勇退したボビー・コックス前監督に代わるブレーブスの新監督に3年契約で就任した。

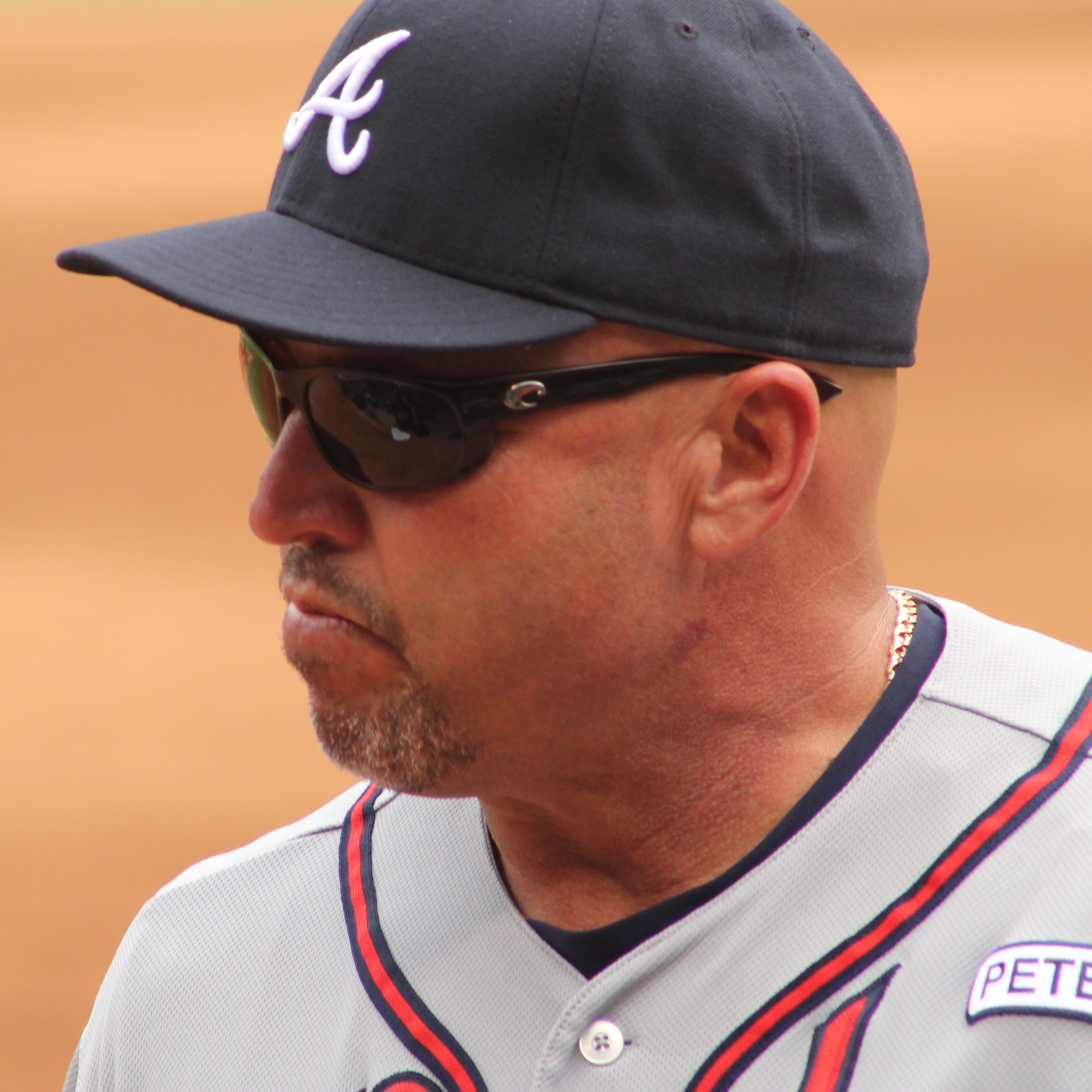
アトランタ・ブレーブスでの監督時代
(2014年9月14日)

2011年はセントルイス・カージナルスに9.5ゲーム差を逆転され、シーズン最終戦でワイルドカードの座を奪われた。2012年は94勝を記録してワイルドカードを獲得した。ゴンザレスにとっては監督6年目で初のプレーオフ進出だったが、この年から新設されたワイルドカードプレーオフでカージナルスに敗れた。12月5日に2014年の契約オプションが行使された。
2016年5月16日にベンチコーチのカルロス・トスカと共に解任された。
2017年シーズンからはマイアミ・マーリンズの三塁コーチに就任し、2019年まで務めた。

### コーチ復帰
2020年シーズンからはボルチモア・オリオールズのコーチに就任し、2024年まで務めた。
2025年春にアーサイナス大学でコーチを務める傍らメジャーリーグの審判評議員を務め、6月2日に3塁コーチを解任されマット・トゥイアソソーポがマイナーの内野守備コーディネーターの配置転換に伴い、9年振りにアトランタ・ブレーブスの3塁コーチに復帰した。

## 人物
英語とスペイン語のバイリンガルである（第一言語はスペイン語）。

## 詳細情報

### 年度別監督成績
| 年度     | 球団     | 地区     | 年齢 | 試合 | 勝利 | 敗戦 | 勝率 | 順位/チーム数 | 備考          | ポストシーズン 勝敗 |
| -------- | -------- | -------- | ---- | ---- | ---- | ---- | ---- | ------------- | ------------- | ------------------- |
| 2007     | FLA      | NL 東    | 43歳 | 162  | 71   | 91   | .438 | 5 / 5         |               |                     |
| 2008     | FLA      | NL 東    | 44歳 | 161  | 84   | 77   | .522 | 3 / 5         |               |                     |
| 2009     | FLA      | NL 東    | 45歳 | 162  | 87   | 75   | .537 | 2 / 5         |               |                     |
| 2010     | FLA      | NL 東    | 46歳 | 69   | 33   | 36   | .478 | 4 / 5         | 開幕～6月23日 |                     |
| 2011     | ATL      | NL 東    | 47歳 | 162  | 89   | 73   | .549 | 2 / 5         |               |                     |
| 2012     | ATL      | NL 東    | 48歳 | 162  | 94   | 68   | .580 | 2 / 5         | WC敗退        | 0勝1敗              |
| 2013     | ATL      | NL 東    | 49歳 | 162  | 96   | 66   | .593 | 1 / 5         | NLDS敗退      | 1勝3敗              |
| 2014     | ATL      | NL 東    | 50歳 | 162  | 79   | 83   | .488 | 2 / 5         |               |                     |
| 2015     | ATL      | NL 東    | 51歳 | 162  | 67   | 95   | .414 | 4 / 5         |               |                     |
| MLB：9年 | MLB：9年 | MLB：9年 |      | 1364 | 700  | 664  | .513 |               |               | 1勝4敗              |

### 背番号
- 37（1999年 - 同年途中）
- 33（1999年途中 - 2004年、2007年 - 2019年）
- 45（2005年 - 2006年）
- 32（2020年）
- 57（2021年 - 2024年）
- 86（2025年 - ）